# Pseudoraphis sordida
Pseudoraphis sordida är en gräsart som först beskrevs av George Henry Kendrick Thwaites, och fick sitt nu gällande namn av Sylvia Mabel Phillips och Shou Liang Chen. Pseudoraphis sordida ingår i släktet Pseudoraphis och familjen gräs. Inga underarter finns listade i Catalogue of Life.